# Japán kárókatona
A japán kárókatona (Phalacrocorax capillatus) a madarak (Aves) osztályának a szulaalakúak (Suliformes) rendjébe, ezen belül a kárókatonafélék (Phalacrocoracidae) családjába tartozó faj.

## Előfordulása
Élőhelye Kelet-Ázsiában Tajvantól Koreán keresztül Japánig és Oroszország távol-keleti részéig terjed.

## Megjelenése
A japán kárókatona teste fekete, torka és pofája fehér, csőre részben sárga.
A japán kárókatonát a japán halászok háziasítják. Hagyományos halászati módszerük a kárókatona-halászat. A módszer lényege, hogy a madár nyakára hurkot helyeznek, mely megakadályozza, hogy a madár nagyobb halakat lenyeljen, míg a kisebb halak átcsúszhatnak a hurokkal szorított torkán. A Nagara folyó halászai ezzel a módszerrel fogják a kedvelt édeskés ízű ayu halat.